# Chemin Pujibet
Le chemin Pujibet (en occitan : camin Pujibet) est une voie publique de Toulouse, chef-lieu de la région Occitanie, dans le Midi de la France. Il traverse le quartier de Borderouge, dans le secteur 3 - Nord.

## Situation et accès

### Description
Le chemin Pujibet est une voie publique longue de 838 mètres. Il naît perpendiculairement au chemin de Lanusse, face à l'entrée nord-est du parc de la Maourine. Il se termine au carrefour de la rue André-Etchéverlépo. Il est prolongé au nord par la rue Monseigneur-Bruno-de-Solages, qui dessert le lotissement des Résidences Borderouge.

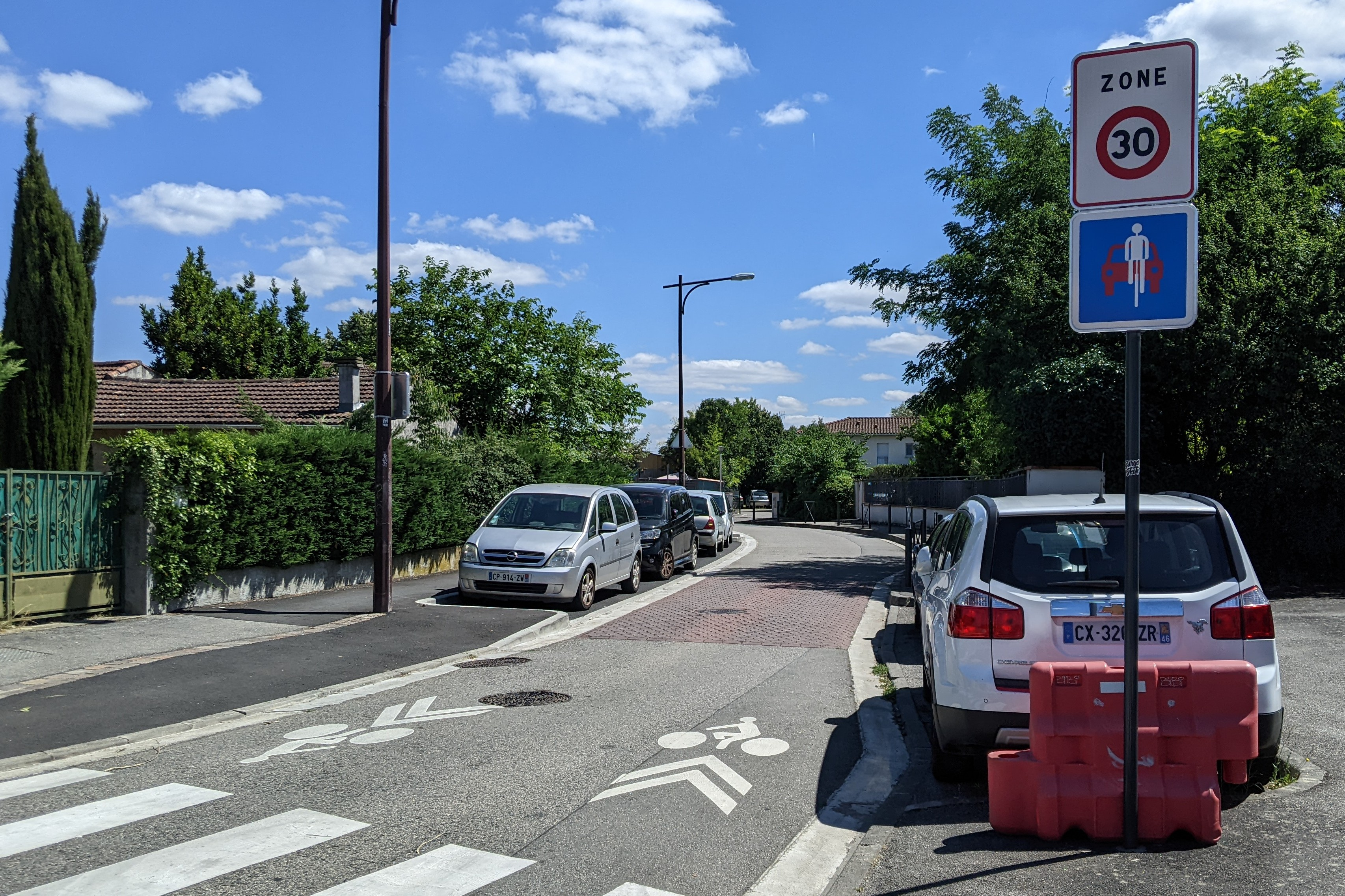
Signalisation verticale et horizontale de la vélorue à la fin du chemin Pujibet.

Le chemin Pujibet est, sur toute sa longueur, défini comme une zone 30 et la vitesse y est limitée à 30 km/h. Entre le no 2 et le no 6 ter, la chaussée compte une seule voie de circulation automobile en sens unique, depuis le chemin de Lanusse. Elle est longée par une piste cyclable séparée. Entre le no 8 ter et la rue Hubert-Monloup, la chaussée compte une seule voie de circulation à double-sens, également longée par une piste cyclable séparée. Entre la rue Hubert-Monloup et la rue Henri-Ébelot, la chaussée compte une voie de circulation dans chaque sens, toujours longée par une piste cyclable séparée. Enfin, entre la rue Henri-Ébelot et la rue André-Etchéverlépo, la chaussée compte une seule voie de circulation à double-sens. La piste cyclable a été neutralisée, voire supprimée : en effet, le chemin est désormais défini comme une vélorue, où la priorité absolue est donnée aux cyclistes.

### Voies rencontrées
Le chemin Pujibet rencontre les voies suivantes, dans l'ordre des numéros croissants (« g » indique que la rue se situe à gauche, « d » à droite) :
1. Chemin de Lanusse
2. Mail Berduret - accès piéton
3. Rue Hubert-Monloup (g)
4. Impasse Pujibet (g)
5. Rue Henri-Ébelot (d)
6. Impasse Louisa-Paulin (d)
7. Rue André-Etcheverlepo

### Transports
Le chemin Pujibet n'est pas directement desservi par les transports en commun Tisséo. Au sud, elle est cependant perpendiculaire au chemin de Lanusse, parcouru par la ligne de bus 19. Plus au nord, on accède au carré de la Maourine et au boulevard André-Netwiller, où se trouvent la station Borderouge, sur la ligne de métro , ainsi que la gare de bus du même nom, fréquentée par les lignes de bus 1926333640414273114.
Les stations de vélos en libre-service VélôToulouse les plus proches se trouvent le long de l'avenue Maurice-Bourgès-Maunoury : les stations no 174 (41 avenue Maurice-Bourgès-Maunoury) et no 175 (face 52 avenue Maurice-Bourgès-Maunoury).

## Odonymie

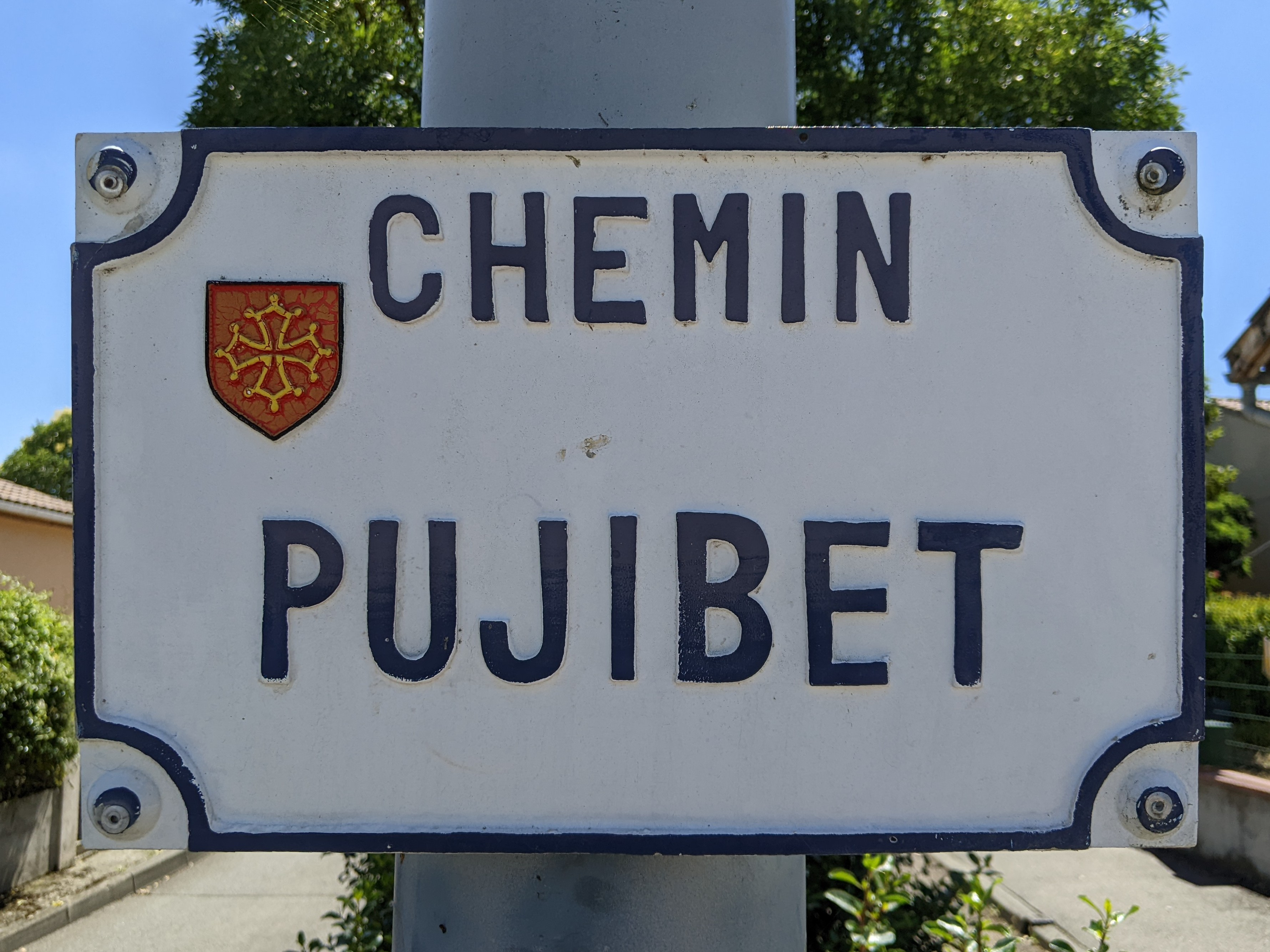
Plaque de rue.

Le chemin Pujibet porte le nom d'un domaine agricole qu'il traversait, et qui lui venait d'un de ses propriétaires au XVIIe siècle.

## Patrimoine et lieux d'intérêt

### Patrimoine rural
- no  2 : ferme. 
La ferme est construite dans la deuxième moitié du XIXe siècle. Elle est bâtie en brique, parallèlement au chemin Pujibet et perpendiculairement au chemin de Lanusse, où se trouve l'entrée principale (actuel no 88). Le logis se développe sur sept travées et deux niveaux, séparés par un cordon de brique. L'étage de comble est percé alternativement de petites ouvertures d'aération et de petites fenêtres, fermées par des volets en bois. n'en compte qu'une seule. L'élévation est couronnée par une corniche moulurée. La partie agricole, large de trois travées, ne compte qu'un seul niveau et s'élève dans le prolongement du corps de logis[2].

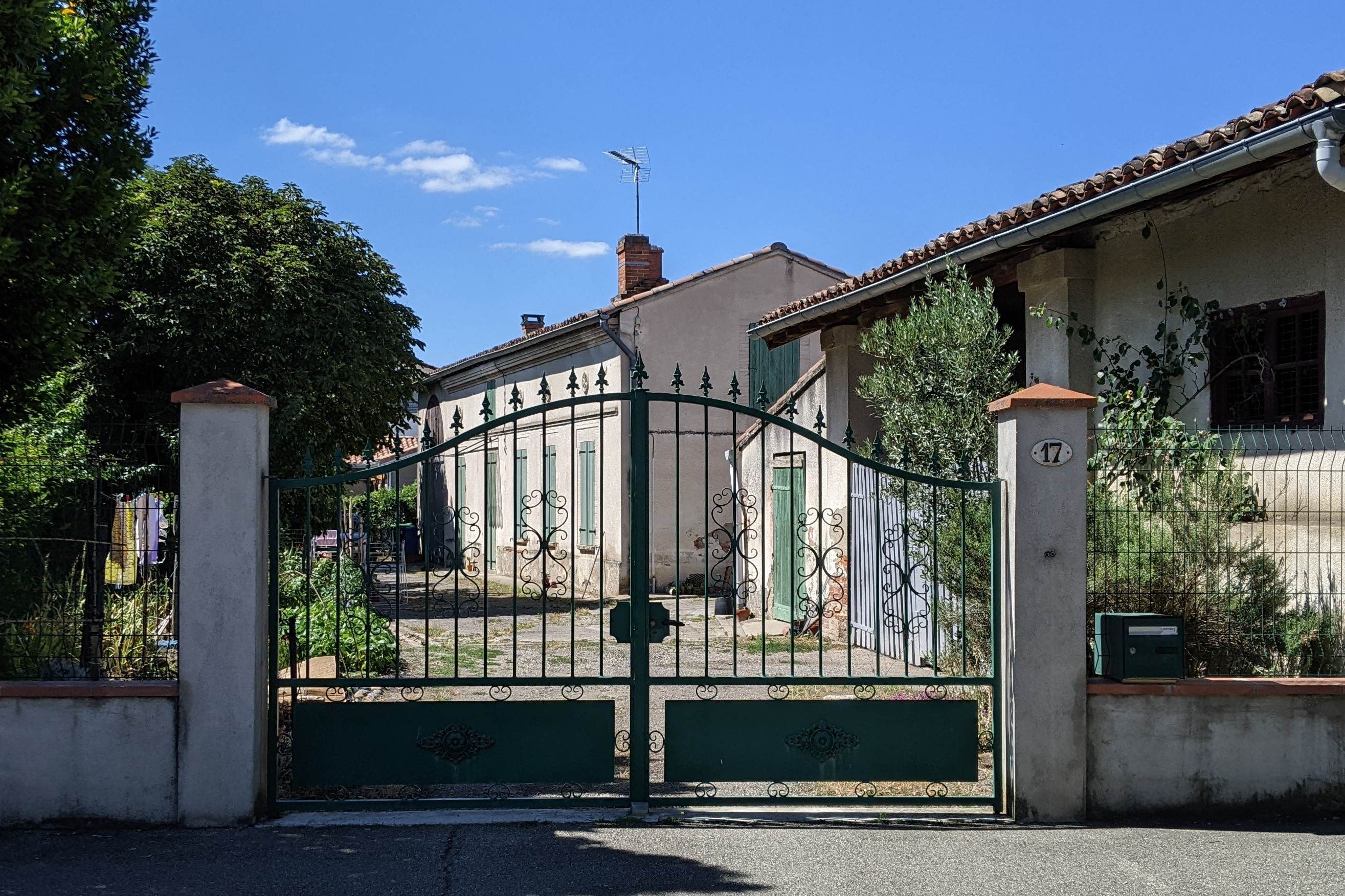
no 17 : ancienne ferme.

- no  17 : ferme. 
La ferme est construite dans la deuxième moitié du XIXe siècle. Elle est bâtie en assises alternées de brique et de galets. Le logis se développe sur cinq travées et deux niveaux, séparés par un cordon de brique. Le rez-de-chaussée est éclairé par quatre fenêtres rectangulaires, tandis que l'étage de comble n'en compte qu'une seule. L'élévation est couronnée par une corniche moulurée. La partie agricole s'élève dans le prolongement du corps de logis : elle est ouverte par une grande porte charretière en plein cintre qui embrasse les deux niveaux[3].

- no  24 : ferme (deuxième moitié du XIXe siècle)[4].

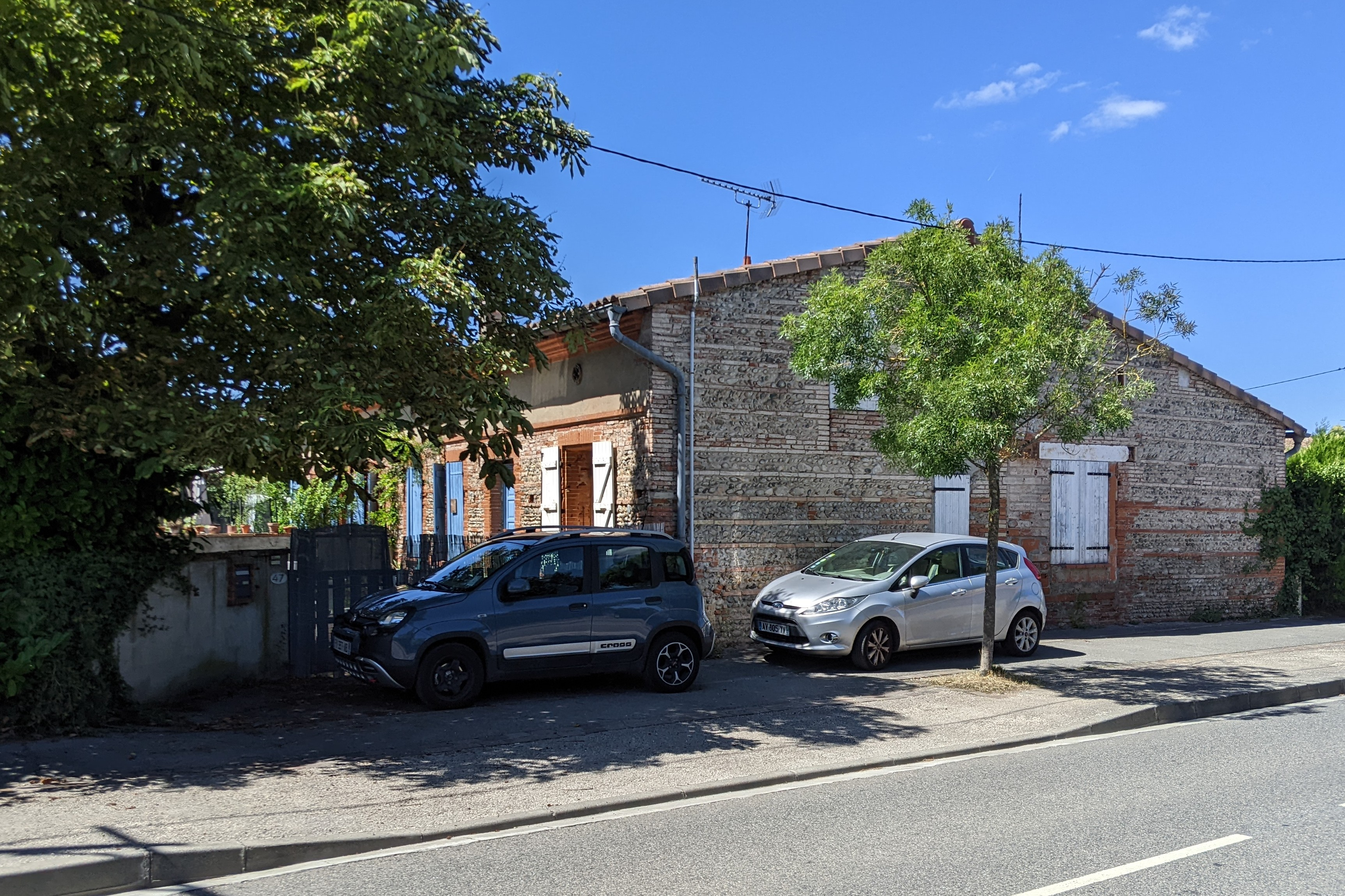
no 47 : ancienne ferme.

- no  47 : ferme. 
La ferme est construite dans la deuxième moitié du XIXe siècle. Elle est bâtie en assises alternées de brique et de galets, et s'élève perpendiculairement au chemin Pujibet. La façade se développe sur sept travées. Le rez-de-chaussée est séparé par un cordon de brique de l'étage de comble. Ce dernier est aéré par des ouvertures dotées d'un encadrement en terre cuite. L'élévation est couronnée par une corniche moulurée[5].

### Théâtre de la Violette
Le théâtre de la Violette occupe un ancien bâtiment industriel situé le long du chemin Pujibet (actuel no 67). Il est fondé en 2006 par Yvon Victor, comédien et metteur en scène. En 2019, la direction du théâtre est confiée à l'association Univers Lutin, créée en 1995. Le théâtre dispose d'une salle de 50 places.

### Jardins et parcs publics
- parc de la Maourine. 
Le parc de la Maourine est aménagé en 2001, afin d'accompagner l'urbanisation du nouveau quartier de Borderouge sur les anciens terrains maraîchers de Lalande et de Croix-Daurade. Il tient d'ailleurs son nom d'une métairie qui appartenait au XVIe siècle à un certain Antoine Maury (emplacement de l'actuel Centre d'accueil du Muséum). Le parc est limité au nord par le chemin de Lanusse et accessible par deux entrées différentes, dont une face au chemin Pujibet (ancien no 91).

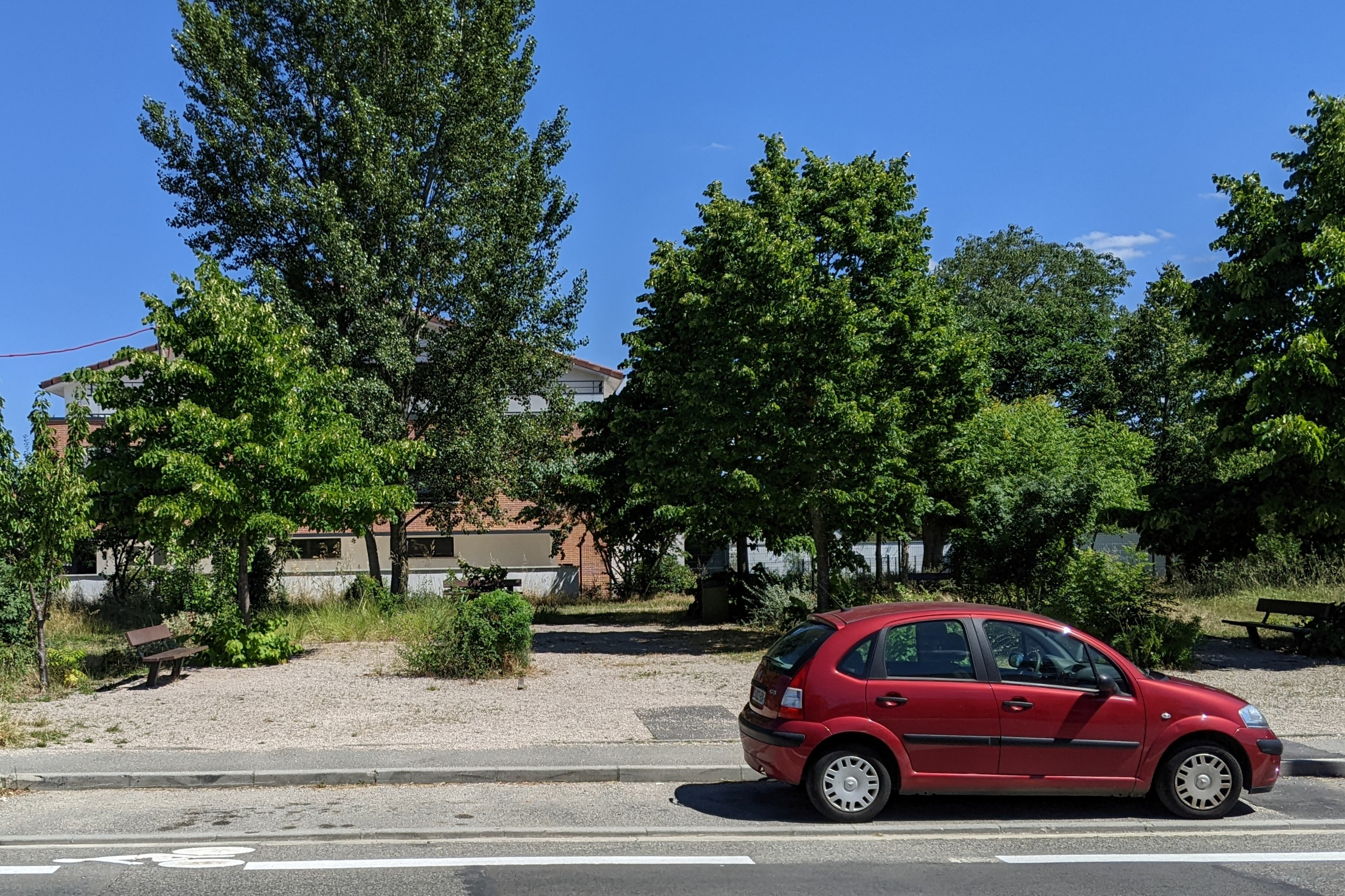
Le Jardin oublié, vu de la rue Hubert-Monloup.

- Jardin oublié. 
Le Jardin oublié, aménagé en 2010, se trouve à l'angle de la rue Hubert-Monloup, à la limite de la zone d'aménagement concerté (ZAC) de Borderouge. Il occupe une superficie de 1 300 m². Il est conçu comme un rappel de l'activité maraîchère du quartier. Le centre du jardin est occupé par des groseilliers, des framboisiers et des noisetiers. Il est entouré d'un bosquet d'arbres d'ornement (chênes, érables, mûriers) et fruitiers (cerisiers, amandiers, néfliers).

- complexe sportif Borderouge.